# 平安街道 (商丘市)
平安街道，是中华人民共和国河南省商丘市梁园区下辖的一个乡镇级行政单位。

## 行政区划
平安街道下辖以下地区：
郑庄村、曹庄村、朱寨村、梁庄村、房楼村、弯柳树村、四营村、叶庙村、张八庄村和董庄村。